# Союз борьбы за освобождение рабочего класса
«Сою́з борьбы́ за освобожде́ние рабо́чего кла́сса» — политическая организация социал-демократического направления. Создана В. И. Ульяновым в конце 1895 года. Руководила революционным и стачечным движением в Петербурге, распространением нелегальной литературы.

## Создание и деятельность организации
Осенью 1894 Ульянов предложил план перехода от пропаганды разрозненных марксистских кружков к более широкой агитации среди рабочих. В частности, во время стачек в декабре 1894 на Семянниковском заводе и в феврале 1895 в Петербургском порту организацией были изданы листовки.
В апреле — сентябре 1895 для установления связей с группой «Освобождение труда» В. И. Ульянов был направлен за границу, где он встретился с Г. В. Плехановым и договорился с ним об издании сборника «Работник» и перевозе запрещённой литературы в Россию.
В ноябре 1895 была создана марксистская организация, получившая название «Союз борьбы» (декабрь 1895).
«Союз борьбы» поддерживал конспиративные связи с более чем 70 заводами и фабриками. Руководящий центр выполнял роль общегородского комитета (В. И. Ульянов, Г. М. Кржижановский, В. В. Старков, А. А. Ванеев, Ю. О. Мартов); три районные группы выполняли функции районных комитетов. «Союз борьбы» руководил стачечной борьбой в Петербурге, выпустив более 70 общественно-политических листовок.
Организацией были установлены связи с социал-демократией Москвы, Киева, Вильнюса, Нижнего Новгорода, Иваново-Вознесенска, Николаева, Екатеринослава и других городов.
В начале декабря 1895 года организация подготовила первый номер нелегальной социал-демократической газеты «Рабочее дело» со статьями Ульянова.

## Разгром организации
В ночь с 8 (20) на 9 (21) декабря 1895 года полиция по доносу арестовала 57 членов «Союза борьбы»: В. И. Ульянова, А. А. Ванеева (у которого был захвачен готовый номер газеты), П. К. Запорожца, Г. М. Кржижановского, В. В. Старкова, В. А. Шелгунова и других. Однако, деятельность не прекратилась. В новый руководящий центр вошли М. А. Сильвин, И. И. Радченко, Я. М. Ляховский, Ю. О. Мартов.
5 (17) января 1896 прошли новые аресты (Ляховский, Мартов, И. В. Бабушкин, Я. П. Пономарёв и др.). Ульянов, находясь в тюрьме, поддерживал связь с членами «Союза борьбы», писал листовки.
В 1896 году прошли стачки на многих предприятиях Петербурга. Во время крупнейшей забастовки текстильщиков (около 30 тыс. участников) организация издала 13 листовок; в частности, листовка «Рабочий праздник 1 мая», написанная Лениным, была отпечатана в 2000 экземпляров и распространена на 40 предприятиях.
В августе 1896 года полиция арестовала ещё около 30 членов «Союза борьбы» (Крупская, Сильвин, Ф. В. Ленгник и др.). По делу «Союза борьбы» всего было арестовано и привлечено к дознанию 251 чел., из них 170 рабочих.
В феврале 1897 года по «высочайшему повелению» 22 участника организации были сосланы в Восточную Сибирь, в Архангельскую и Вологодскую губернии, многие были высланы из Петербурга под надзор полиции. После разгрома Союза его деятельность в 1897—1898 годах возглавлял В. А. Ванновский.

## Последователи
Вплоть до 1904 года именем «Союза борьбы» пользовались петербургские группы «бернштейнианцев» и «экономистов», стремившихся ограничить рабочее движение лишь экономической борьбой (К. М. Тахтарёв, А. А. Якубова и др.).
В 1897 году под влиянием этой организации появились «Союзы борьбы» в Екатеринославе и Киеве.
В 1896 году Плеханов от имени Петербургского «Союза борьбы» представлял российских социал-демократов на 4-м конгрессе 2-го Интернационала. В 1897 году — на Цюрихском международном конгрессе по законодательству об охране труда «Союза борьбы» представляли П. Б. Аксельрод и В. И. Засулич.

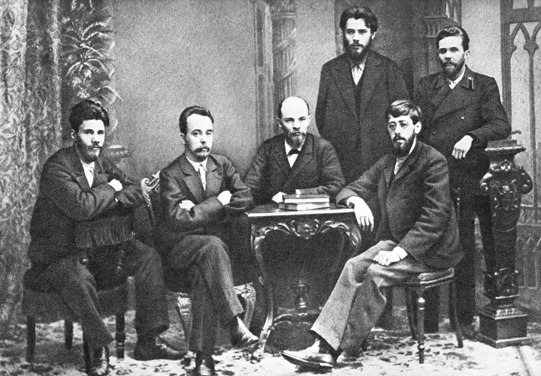
Версия снимка 30-х гг: Малченко отсутствует

В 1904 г. возник Союз освобождения — нелегальное политическое движение, объединившее «освобожденческие» кружки поначалу в 22 городах России. Ядро организации сформировалось из сторонников журнала «Освобождение».